# استعراف خلوي جزيئي
الاستعراف الخلوي الجزيئي (MCC) (Molecular cellular cognition) فرع من العلوم العصبية يتضمن دراسة العمليات الإدراكية بمناهج تحقق التكامل بين الآليات الجزيئية والخلوية والسلوكية. وتتضمن الأهداف الرئيسية لدراسات الاستعراف الخلوي الجزيئي اشتقاق تفسيرات جزيئية وخلوية من العمليات الإدراكية، وكذلك إيجاد آليات وعلاجات لاضطراب الإدراك. وعلى الرغم من ارتباطه الوثيق مع علم الوراثة السلوكية، فإن الاستعراف الخلوي الجزيئي يُبرز التكامل بين التفسيرات الجزيئية والخلوية للسلوك، بدلاً من التركيز على الروابط بين الجينات والسلوك.
وعلى عكس العلوم العصبية الإدراكية التي ركزت على مدار الوقت على العلاقة بين أنظمة وسلوكيات الدماغ البشري، استَخدَم مجال الاستعراف الخلوي الجزيئي كائنات حية نموذجية كالفئران لدراسة كيفية تعديل الوظائف الإدراكية من قبل كل من العمليات الجزيئية (مثل المستقبِلات وتنشيط الكيناز وتنظيم الفوسفاتاز)،وداخل الخلايا (مثل العمليات الشجيرية)، والعمليات داخل الخلايا (مثل تكيفية بلاستيكية وتمثيلات شبكية مثل المجالات المكانية).
تشمل الأساليب المستخدمة في الاستعراف الخلوي الجزيئي (على سبيل المثال لا الحصر) الكائنات الحية المعدلة وراثيًا (كالفئران) والناقلات الفيروسية وعلم الصيدلة والفيزيولوجيا الكهربية المخبرية والحيوية وعلم البصريات الوراثي والتصوير الحيوي والتحليل السلوكي. ولهذا تصبح النمذجة عنصرًا أساسيًا في هذا المجال بسبب تعقيد البيانات المتولدة متعددة المستويات.

## الجذور العلمية
مجال الاستعراف الخلوي الجزيئي يضرب بجذوره في الدراسات الدوائية الرائدة حول دور مستقبلات ن-ميتيل-د-أسبارتات في التأييد طويل المدى والتعليم المكاني وفي دراسات استخدمت فئران معطلة وراثيًا لبحث دور ألفا كالسيوم كالموديولين كاينيز 2  والجين الورمي كيناز تيروزين البروتين  في التأييد طويل المدى والتعليم المكاني الحُصيْني. ومنذ ذلك الحين؛ اتسع المجال ليشمل مجموعةً كبيرة من الجزيئيات بما في ذلك بروتين ربط عنصر الاستجابة أحادي فوسفات الأدينوزين الحلقي.Silva AJ (2003). "Molecular and cellular cognitive studies of the role of synaptic plasticity in memory". J. Neurobiol. ج. 54 ع. 1: 224–37. DOI:10.1002/neu.10169. PMID:12486706. مؤرشف من الأصل في 2011-08-13. اطلع عليه بتاريخ 2013-03-19.

## تأسيس المجال
أصبح للاستعراف الخلوي الجزيئي إطارًا منظمًا مع تشكيل جمعية المعرفة الإدراكية الخلوية والجزيئية؛ وهي منظمة ليست لها رسوم عضوية وتركز اجتماعاتها على مشاركات العلماء المبتدئين. وقد عقدت اجتماعها الأول في أورلاندو، 1 نوفمبر في عام 2002. ونظمت الجمعية اجتماعات عديدة في أمريكا الشمالية وأوروبا وآسيا وضمت أكثر من 4000 عضو.